# 1129e régiment de missiles antiaériens
Le 1129e régiment de missiles antiaériens (en ukrainien 1129-й зенітний ракетний полк ;  numéro d'unité militaire А1232) est un régiment de missiles antiaériens des troupes de missiles antiaériens de l'armée ukrainienne, rattachée au Commandement opérationnel nord.

## Équipement
Le régiment est équipé de 9K33 Osa, 2K12 Koub, ZU-23-2 et AN/TWQ-1 Avenger.

## Tradition
Le 19 janvier 2022 il reçoit Pour le Courage et la Bravoure.